# Republiken Armenien (1918–1920)
Demokratiska republiken Armenien (DRA; armeniska: Հայաստանի Դեմոկրատական  Հանրապետութիւն, Hajastani Demokratakan Hanrapetut’jun; också känt som Första armeniska republiken) var det första moderna inrättandet av en armenisk republik. Republiken bildades in forna Östarmeniens territorium i ryska imperiet efter ryska revolutionen 1917. Regeringsledarna kom från armeniska revolutionsfederationen (även känd som ARF eller Dashnaktsutyun) och andra armeniska politiska partier som hjälpt till att skapa den nya republiken. När staten bildades gränsade man till Demokratiska republiken Georgien i norr, Osmanska riket i väst, Persien i syd och demokratiska republiken Azerbajdzjan i öst.
Från första början plågades DRA av en rad olika inhemska och utländska problem. Många av dess invånare var armeniska flyktingar som hade flytt massakrerna i armeniska folkmordet i Västarmenien kom nästan inte in i existens på grund av framryckningarna av Osmanska rikets arméer som var inriktade på att eliminera det armeniska folket som bodde i området. Republiken existerade i två år, fram till 1920, när man slutligen överväldigades av Mustafa Kemal Atatürks styrkor av turkiska nationalister och Sovjetryssland.